# Variation naturelle

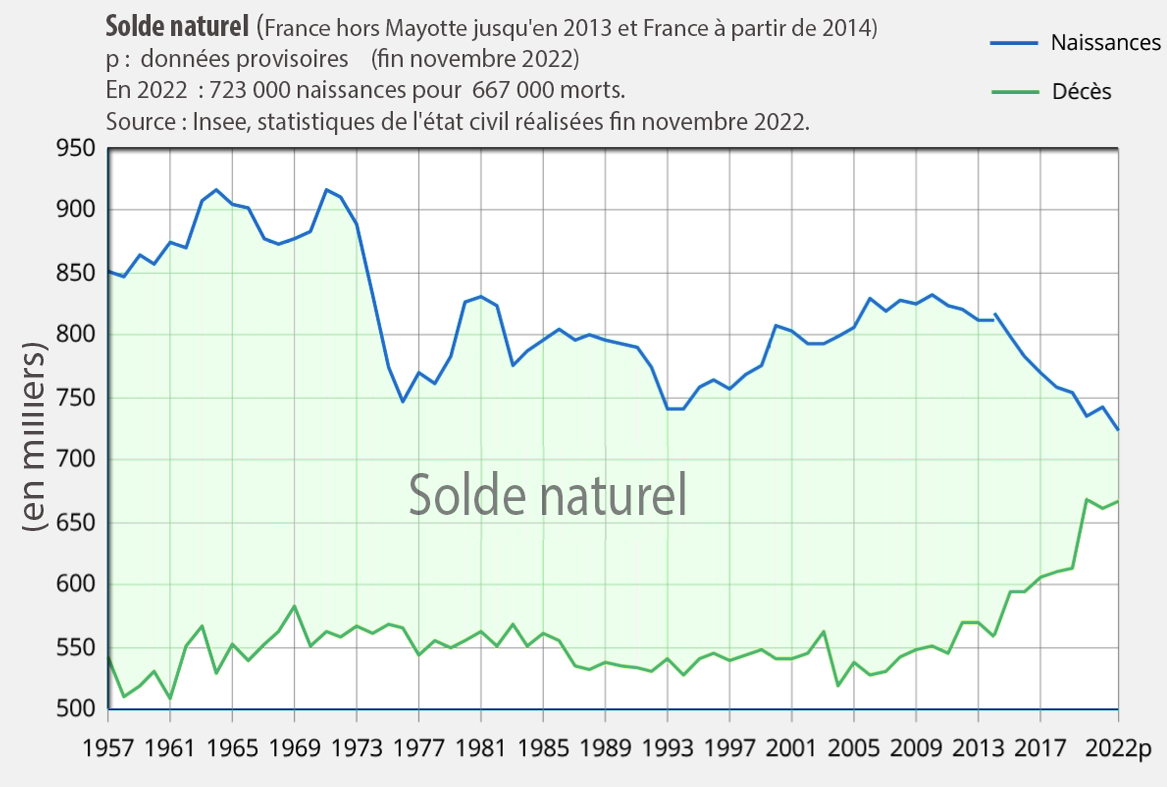
Exemple : solde naturel pour la France (sans Mayotte jusqu'en 2014), avec une estimation pour 2022 (basée sur les données disponibles fin novembre 2022)

En démographie, la variation naturelle ou le solde naturel (ou l'accroissement naturel) est la différence entre le nombre de naissances vivantes et le nombre de décès sur un territoire au cours d'une période,. Elle peut être soit positive, soit négative, soit nulle. 
L'accroissement naturel (ou excédent naturel) de la population est le cas où la variation naturelle est positive, ce qui implique que le nombre de naissances vivantes dépasse, sur la période considérée, le nombre de décès. Tandis que la diminution naturelle de la population est le cas où la variation naturelle est négative, ce qui implique que le nombre de décès est supérieur au nombre de naissances vivantes.
Ajoutée au solde migratoire, la variation naturelle permet de calculer la variation totale de population.

## Taux de variation naturelle
Le taux de variation naturelle de la population (souvent appelé taux d'excédent naturel ou taux d'accroissement naturel) est le rapport entre la variation naturelle de la population au cours d’une période et la population moyenne du territoire en question au cours de cette période. Il est aussi égal à la différence entre le taux de natalité et le taux de mortalité. Il est généralement exprimé pour mille personnes mais il peut également s'exprimer en pourcentage.
Celui-ci est calculé de la manière suivante :
taux de variation naturelle = taux de natalité - taux de mortalité, avec tous les taux exprimés soit en pour mille, soit en pourcentage.

## Exemple
Au niveau mondial, le taux de variation naturelle de la population s'est stabilisé à +1,2% par an depuis 2005 ; selon les prévisions de l'ONU en 2013, la population mondiale pourrait atteindre 9,6 milliards d'individus en 2050[réf. souhaitée].
Pour Madagascar, le taux de natalité est de 37,98 % et le taux de mortalité est de 7,97 % d'où :
37,98 - 7,97 = 30,01
Ainsi le taux de variation naturelle de Madagascar est de +30,01 ‰ ou +3,001 %.